# محمد داوري
محمد داوري (بالفارسية: محمد داوری) (من مواليد عام 1974) هو صحفي وناشط حقوقي إيراني اشتهرَ بعد عمله على توثيق انتهاكات السجناء في مركز كهرزك فحكمت عليه الحكومة الإيرانية بالسجنِ لمدة خمس سنوات مما أثار غضبًا دوليًا واحتجاجات متفرّقة في عددٍ من مناطق ودول العالَم.

## الحياة المُبكّرة
حينما كان طالبًا؛ تطوّع محمد للقتال مع إيران في حربها ضدّ العراق فأُصيب في العين والساق. بدأ بعدها مسيرته المهنيّة حينما عمل كصحفي يرأسُ تحرير صحيفة سهام نيوز التي كانت بمثابةِ الموقع الإخباري للمرشح الرئاسي المعارض مهدي كروبي. في أوائل عام 2009؛ بدأ محمّد داوري توثيق الانتهاكات في مركز احتجاز كهرزك وذلك عبرَ تصوير أقوال وتصريحات بعض المساجنين الذين قالوا إنهم تعرضوا في مركز الاحتجاز ذاك للاغتصاب والإيذاء والتعذيب ثمّ عمل على نشرِ كل تلك المقابلات في موقع سهام نيوز. بحلول تمّوز/يوليو من نفسِ العام؛ أعلنت طهران عن إغلاقِ مركز الاعتقال وسط ضجة عارمة عمّت عددًا من المدن الإيرانية.

## النشاط السياسي
أُلقي القبض على محمد داوري
في الثامن من أيلول/سبتمبر 2009 عندما شنَّت السلطات الإيرانية سلسلة من الغارات على مكاتب قادة المعارضة. أُغلقَ مكتب سهام نيوز كما صادرت السلطات المستندات وأجهزة الكمبيوتر والصور الفوتوغرافية، قيل أن تحكم على داوري فيما بعد بالسجنِ لمدة خمس سنوات بتهمة «التمرد على النظام» ونقل إلى سجن إيفين لقضاء العقوبة. ندَّدت الحملة الدولية لحقوق الإنسان في إيران (ICHRI) بما حصل لمحمد ولباقي سجناء الرأي كما قالت إن محمد داوري قد تعرَّض للتعذيب على يدِ السلطات في محاولةٍ منها لجعله يشهدُ ضد كروبي أو ينقلبُ عليه. مُددت فترة سجنه لعامٍ إضافي وذلك بسبب عجزه عن دفع غرامة قدرها 5000 دولار فُرضت عليه لمشاركتهِ في احتجاج نقابة المعلمين عام 2006. أفادت الحملة الدولية لحقوق الإنسان في إيران أن صحة داوري آخذةٌ في التدهور بسبب ظروف الحبس كما أكّدت أنه كان يعاني من الاكتئاب الشديد.
حظي سجن داوري باهتمامٍ دولي واسع حيثُ تضامنت معه كل من منظمة العفو الدولية، مراسلون بلا حدود، ولجنة حماية الصحفيين. منحتهُ لجنة حماية الصحفيين الجائزة الدولية لحرية الصحافة عام 2010؛ وذلك تقديرًا لشجاعته في كشفِ ما تعرَّض له المساجين.